# Automatvapen
Automatvapen eller automatiska eldvapen är samlingsbegrepp för magasinladdade eldvapen som laddar en ny patron automatiskt från magasinet efter att den föregående patronen avfyrats, såsom halvautomatiska vapen och helautomatiska vapen, men används ofta felaktigt som synonym för det senare då begreppet automatvapen enkelt kan förväxlas med begreppet automateld (se definition nedan).

## Grad av automatisering
Automatvapen delas in i följande två kategorier, uppdelade efter grad av automatisering: 
- Halvautomatiska vapen – Ett halvautomatiskt vapen avlossar ett skott för varje tryck på avtryckaren, så kallad halvautomatisk eld. Patronhylsan kastas då ut och en ny patron laddas automatiskt varefter vapnet är klart för ett nytt skott. Automatpistol, automatgevär och automatladdare för kanoner är typexempel på halvutomatiska vapen.

- Helautomatiska vapen – Ett helautomatiskt vapen avlossar skott på följd så länge avtryckaren är intryckt eller tills ammunitionen är slut, så kallad automateld. Patronhylsorna kastas ut på rad varefter ny ammunition laddas och extraheras automatiskt. Kulspruta, kulsprutepistol, kulsprutegevär, automatkarbin och automatkanon är typexempel på helautomatiska vapen.

## Funktionsprinciper
Ett automatvapen kan avfyras från stängt eller öppet slutstycke. Stängt slutstycke innebär att när vapnet är klart för eldgivning så befinner sig det första skottet redan i patronläget och slutstycket är stängt. Exempel på vapen: Ak4. Öppet slutstycke innebär att när vapnet är klart för eldgivning så är patronläget tomt och slutstycket är öppet, givetvis med en patron redo att föras in i pipan. Exempel på vapen: Kpist m/45, Ksp 58.
Ett automatvapen kan fungera enligt en av följande principer:

### Kort piprekyl
Kort piprekyl innebär att pipa och slutstycke är reglade i varandra, men löst lagrade i vapnet. När skottet avfyras rekylerar pipa och slutstycke en kortare sträcka gemensamt, varefter reglingen upphör, genom någon mekanisk påverkan. Pipan bromsas sedan upp medan slutstycket fortsätter själv bakåt till dess att tomhylsan kan kastas ut. Slutstycket kan sedan föras framåt igen varvid en ny patron införs i patronläget. I samband med vapen med kort piprekyl kan en modifierad mynningsbroms som använder delar av krutgaserna för att trycka pipan bakåt användas. Exempel på vapen: Ksp m/36 (Browning), Pistol m/40 (Lahti), MG 42 (med mynningsbroms).

### Lång piprekyl

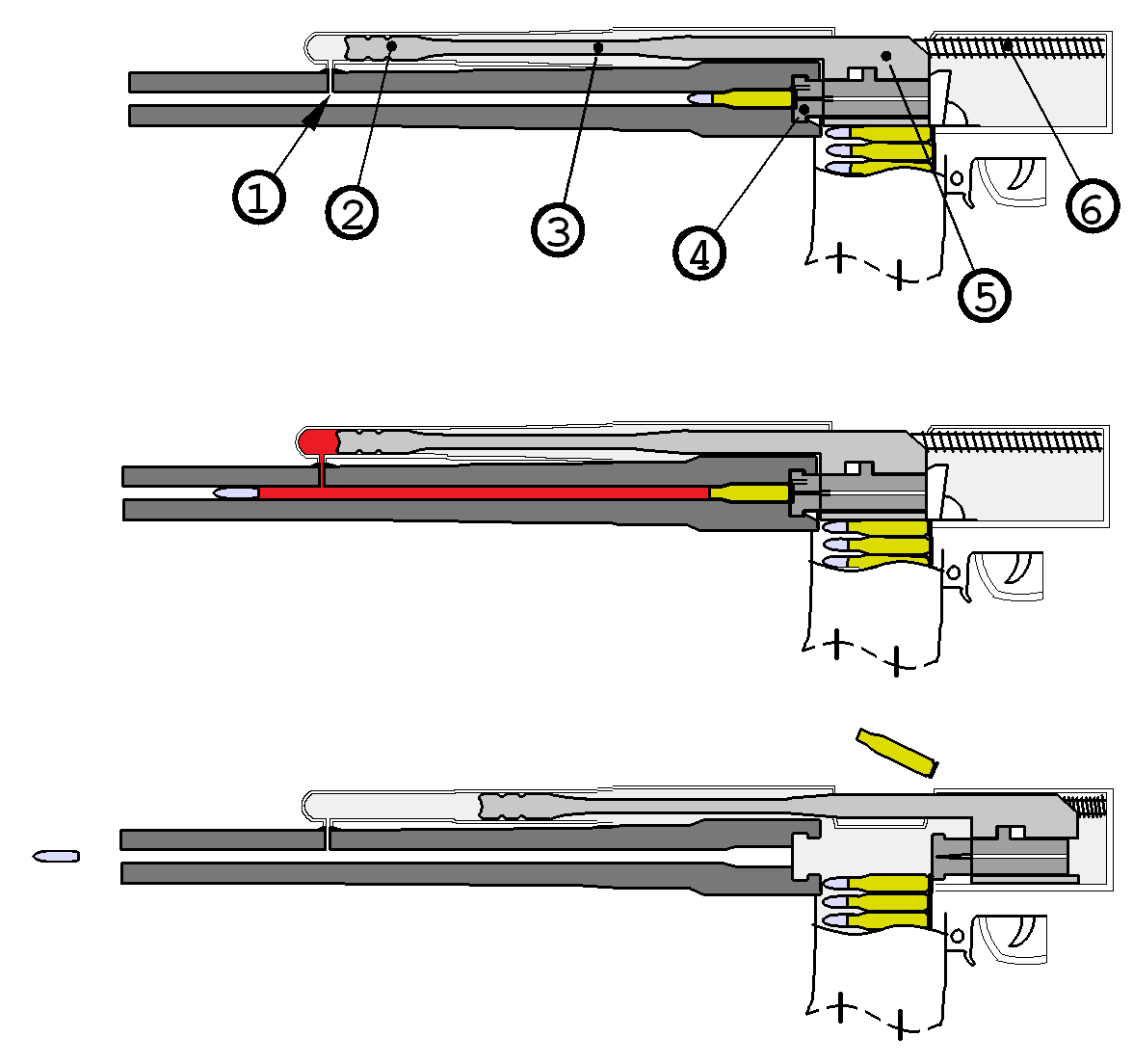
Principskiss för gasomladdning i AK-47: 1. Gasport 2. Kolv 3. Kolvstång 4. Slutstycke 5. Regling mellan kolvstång och slutstycke 6. Returfjäder

Lång piprekyl innebär att pipa och slutstycke fortsätter bakåt tillsammans till dess att de bromsas upp och frikopplas från varandra. Därefter rör sig pipan framåt till utgångsläget, medan slutstycket blir kvar i det bakre läget för att lämna plats så att tomhylsan kan dras ut och en ny patron laddas. Systemet har i första hand använts i hagelgevär, men är numera sällsynt. Exempel på vapen: Chauchat, Bofors 40 mm automatkanon.

### Gasomladdning
Gasomladdning innebär att man leder ut en mindre del av förbränningsgaserna genom ett litet hål i pipan. Denna gas får verka antingen på en kolv, som via en kolvstång trycker slutstycket bakåt, eller genom en smal gaskanal direkt på slutstycket. Exempel på vapen: Ag m/42 (Ljungman), Ksp 58 (FN MAG), AK-47 (Kalasjnikov).

### Tungt slutstycke
Tungt slutstycke innebär, som namnet antyder, att slutstycket har en så stor massa att projektilen gott och väl har hunnit lämna pipan innan gastrycket i pipan har klarat av att accelerera slutstycket bakåt så långt att mekanismen har öppnat sig. I verkligheten gör man dock så att dessa vapen oftast avfyras från ett öppet slutstycke, då måste gastrycket både bromsa in och accelerera upp slutstycket. Pistoler i kaliber .22 Long Rifle bygger ofta på tungt slutstycke som avfyras med stängt slutstycke, då energimängden i patronen är liten, men Hi-Point tillverkar halvautomatiska karbiner och pistoler i upp till kaliber 45 ACP. Exempel på vapen: Pistol m/07 (Browning 1902), Ksp m/14 (Schwarzlose), Kpist m/45.

### Halvreglat slutstycke
Halvreglat slutstycke innebär att slutstycket är delat i en främre lättare del och en bakre tyngre del. Mellan de två delarna finns någon form av utväxling som gör att för varje sträcka som den främre lätta delen rör sig bakåt så måste den tyngre bakre delen röra sig en mångdubbelt längre sträcka. Eftersom det krävs stor kraft att accelerera upp den tunga bakre delen hinner kulan lämna loppet innan mekanismen öppnar sig. Exempel på vapen: Ak4, FAMAS.

### Yttre kraftkälla
Yttre kraftkälla betyder att det krävs en vev, hävarm, elmotor, hydraulmotor, turbin eller liknande som driver mekanismen. Dessa vapen är i egentlig mening inga automatvapen eftersom de är helt beroende av kraft utifrån för att fungera. Exempel på vapen: Gatling (flerpipig), 30 mm automatkanon m/55 (revolverkanon), M242 Bushmaster (kedjekanon), GAU-8 Avenger (hydraulmotor).

Exempelvapen med olika funktionsprinciper
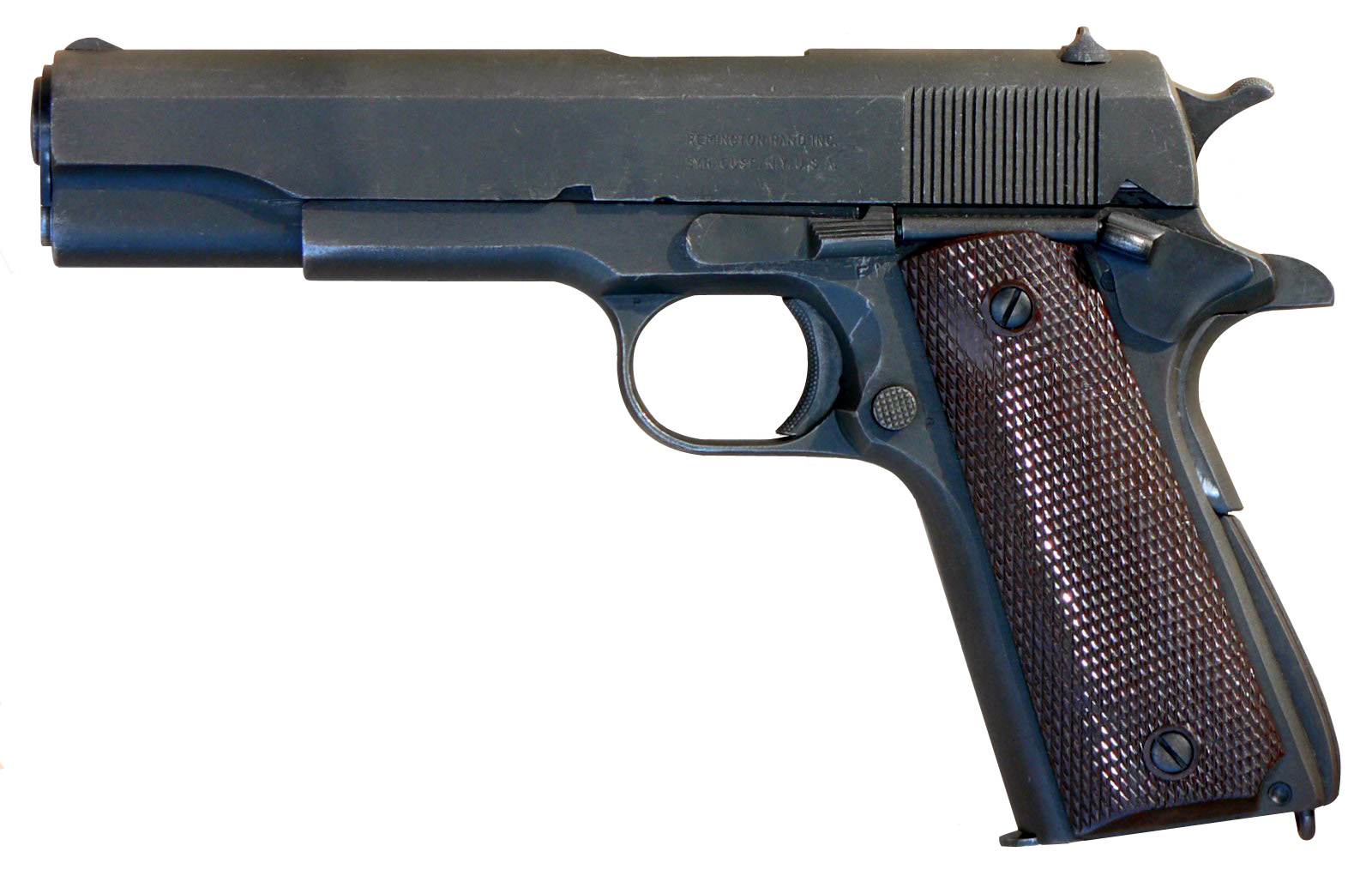
Colt M1911, kort piprekyl (halvautomatiskt vapen).
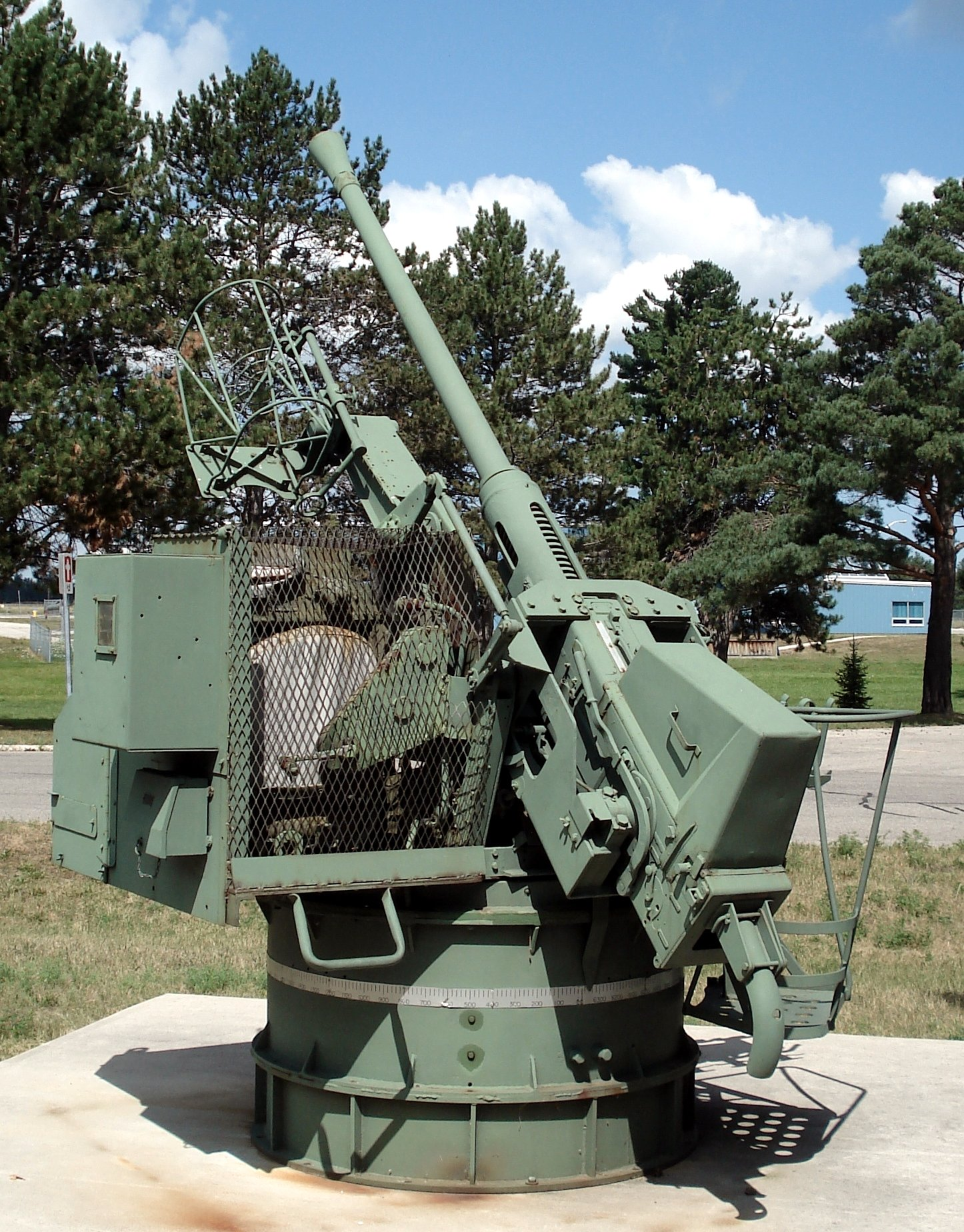
Bofors 40 mm, lång piprekyl.
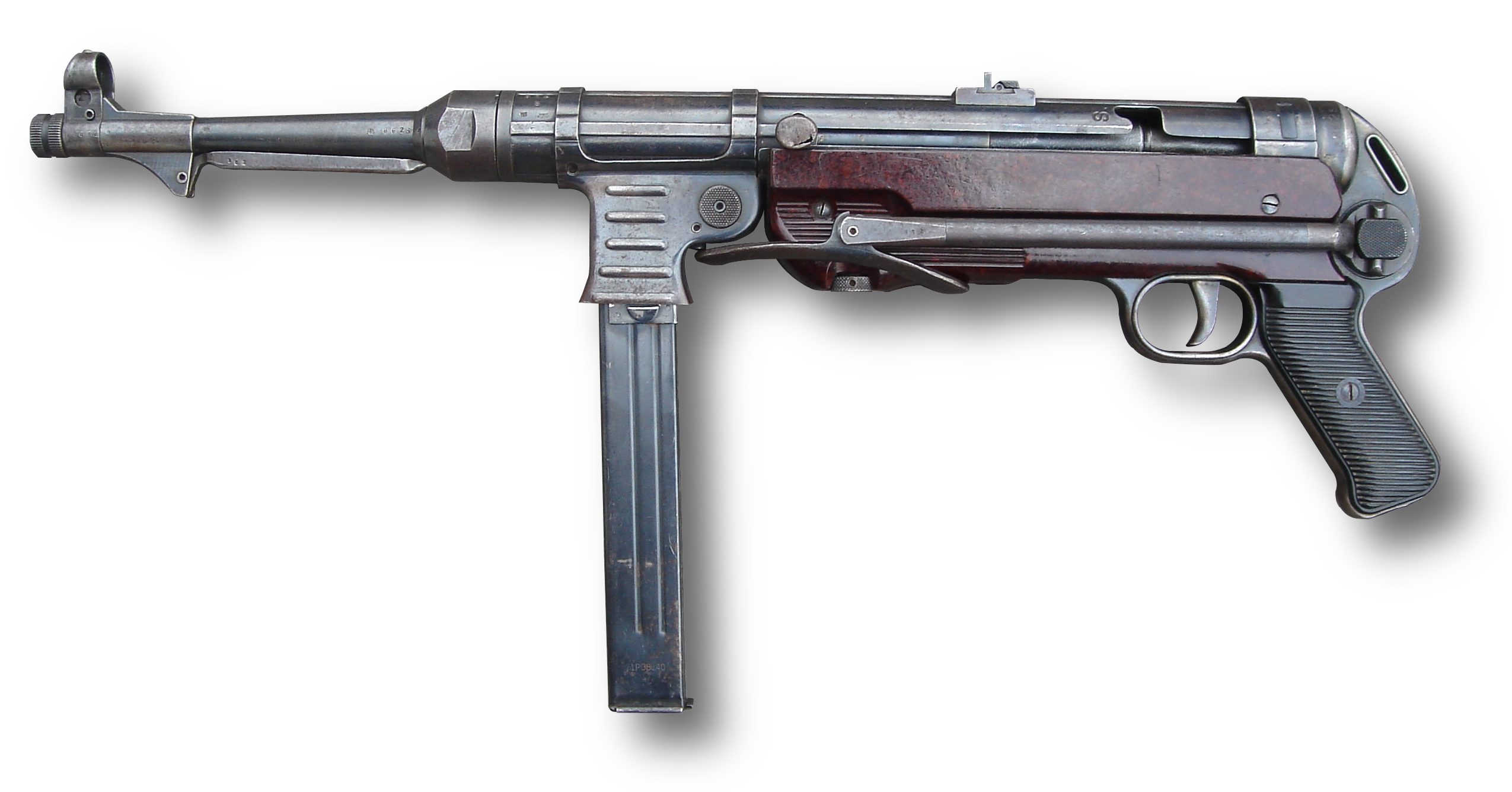
MP 40, tungt slutstycke.
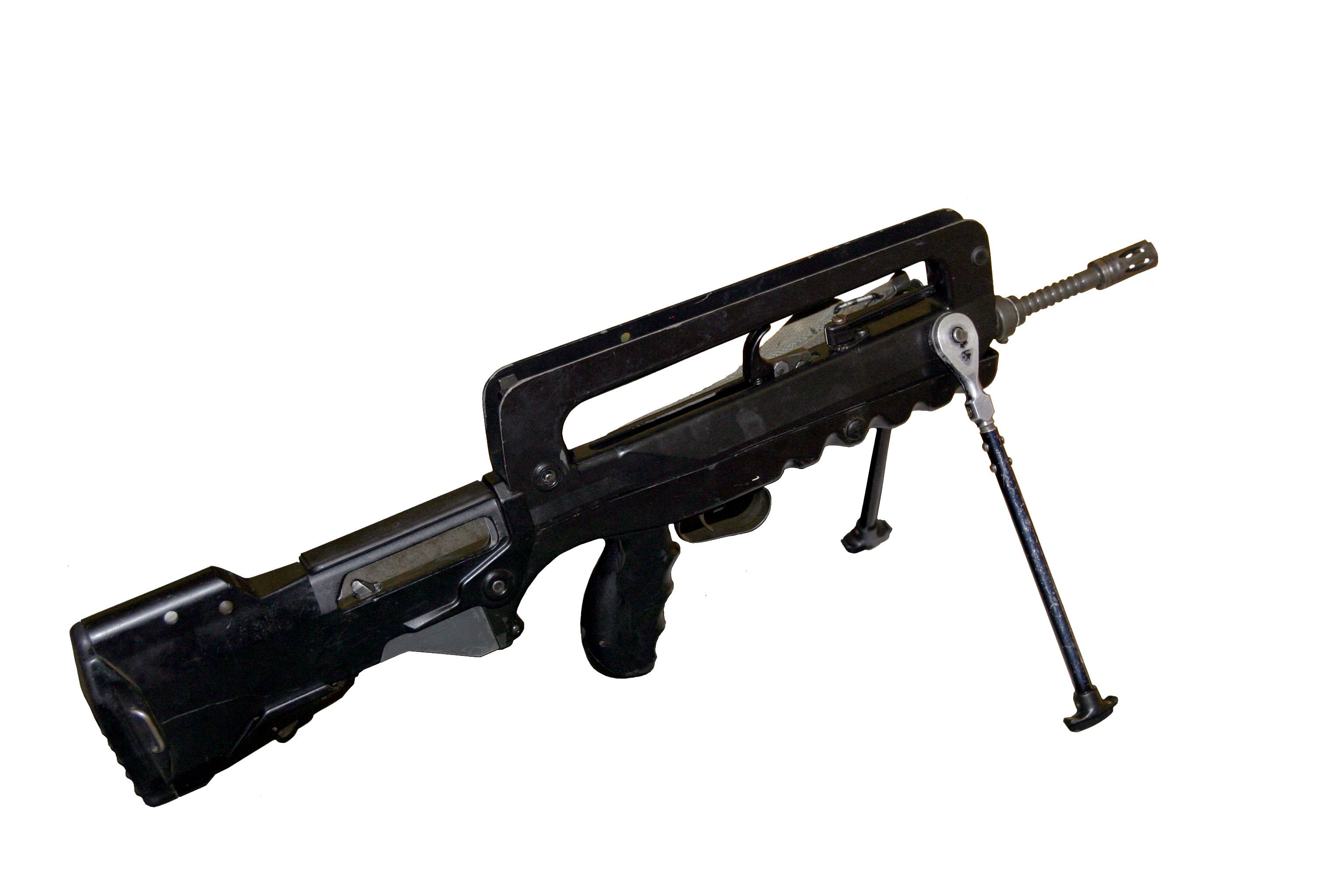
FAMAS, halvreglat slutstycke.
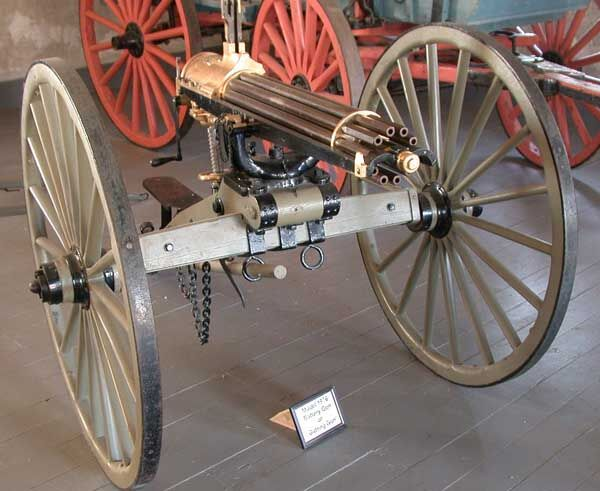
Gatling, yttre kraftkälla (vev).

### Regling mellan pipa och slutstycke
Själva reglingen mellan pipa och slutstycke ske på en mängd olika sätt:
VridlåsSlutstyckshuvudet eller hela slutstycket vrider sig och fasta låsklackar fattar tag i motsvarande urtag i pipa eller låda. Exempelvis 20 mm akan m/39, M16.
KnäledslåsSlutstycket hålls stängt av två sammankopplade länkar, som när knäleden viker sig åt ena hållet låser slutstycket, och när knäleden viker sig åt andra hållet tillåter slutstycket att röra sig bakåt. Exempelvis Kulspruta 58, Maximkulsprutan, Maschinengewehr 08, Luger P08.
VipplåsNär slutstycket stängs vippar dess bakända in i låsurtag i lådan. Exempelvis Ag m/42, FN FAL.
LåsrullarNär slutstycket stängs tvingas två eller fler låsrullar ut ur slutstycket och låser urtag i lådan. Exempelvis Maschinengewehr 42, Ak4.
Rörliga låsklackarLikt låsrullar, men här handlar det om klaffar som fälls ut och låser slutstycket vid lådan. Exempelvis 20 mm akan m/49, Gewehr 43.
En typ av automatvapen som inte behöver någon regling är revolverkanoner. Exempelvis 30 mm akan m/55 som sitter i bland annat J35 Draken.
De vanligaste typerna av automatvapen i Sverige är (helautomatiska) kulsprutepistoler (kpist), automatkarbiner, kulsprutegevär, kulsprutor och automatkanoner för militärt bruk. I USA är den helt övervägande delen av civila vapen som säljs nu för tiden halvautomatiska gevär typ AR-15 och små pistoler som kan bäras dolt under kläderna. Halvautomatiska vapen med öppet slutstycke är förbjudna i USA eftersom det är så enkelt att göra om dem till helautomatiska vapen, vilka är förbjudna annat än som repliker (observera dock att vapen med yttre kraftkälla inte räknas som helautomatiska och därför är lagliga). 
Artikeln är baserad på motsvarande artiklar på engelska wikipedia, Blowback, Gas-operated reloading, Recoil operation, Gatling gun samt Chain gun, hämtade 17 december 2009.